# Lískovice
Lískovice är en ort i Tjeckien. Den ligger i den centrala delen av landet, 80 km öster om huvudstaden Prag. Lískovice ligger 262 meter över havet och antalet invånare är 202.
Terrängen runt Lískovice är huvudsakligen platt, men norrut är den kuperad. Runt Lískovice är det ganska tätbefolkat, med 60 invånare per kvadratkilometer. Närmaste större samhälle är Jičín, 18,2 km nordväst om Lískovice. Trakten runt Lískovice består till största delen av jordbruksmark.